# Willi Veit
Willi Veit (* 1904 in Überlingen; † 1980 in Lindau) war ein deutscher Bildhauer.

## Künstlerische Laufbahn
Veit studierte bis 1936 in Karlsruhe Bildhauerei und nahm 1929 für Deutschland an der Weltausstellung in Barcelona teil. Mit hohen Auszeichnungen und internationalen Anerkennungen kehrte Veit von der Weltausstellung zurück. Es folgten Studienreisen nach Italien, Frankreich und Spanien. Erfüllt von den Eindrücken der großen abendländischen Kultur, schuf der in Überlingen geborene Bildhauer neue Werke christlicher Kunst. Während der Zeit des Nationalsozialismus zog sich Veit aus der Öffentlichkeit zurück. In dieser Zeit entstanden viele rundplastische Figuren, die von seiner christlich ethischen Einstellung geprägt sind und seine Ablehnung gegenüber der politischen Entwicklung und Verzweiflung über das Geschehen ausdrückten. 
Im August 1949 zeigte Willi Veit zusammen mit seinem Freund, dem Maler Gustav Gulde, im Rungesaal des Alten Rathauses die Arbeiten aus den vergangenen Jahren. Auf den ersten schwäbischen Kunstausstellungen in Augsburg und den Allgäuer Wochen fanden seine Werke größte Beachtung. 1953 erhielt der Bildhauer den Auftrag, für die Wallfahrtskirche in der Wies von Dominikus Zimmermann einen zwei Meter hohen Osterleuchter zu schaffen. Zwei Jahre später veranstaltete das Franklin-Institut unter der Leitung des Direktors der Graphischen Sammlung Dr. Erwin Gradmann eine große Ausstellung mit Veits Werken. Schulen, Brunnen, Kirchen, Grabdenkmäler, öffentliche und private Gebäude gestaltete er innen und außen. Es handelt sich dabei – wie bei seinem gesamten Schaffen – hauptsächlich um religiöse Arbeiten. Aber auch profane Reliefs und Plastiken sind aus seiner Hand entstanden, die sich im privaten Besitz sowie in öffentlichen Sammlungen befinden.
Außerdem entwarf Veit im Jahre 1963 die Lindauer Binsengeister. Das so genannte Narrenhäs, das auf bodenständigem Brauchtum beruht und die Binsen des Bodenseeufers symbolisiert, wurde im heimischen Wohnzimmer auf Papier skizziert und später von seiner Frau Magdalena Veit und diversen „Helferlein“ genäht. Die einzelnen Auftritte, der erste im Jahre 1964, auf verschiedenen Fasnachtsbällen der Familie Veit in Lindau und Umgebung gewannen schnell großes Aufsehen. Heute sind die Lindauer Binsengeister ein fester Bestandteil der Narrengruppen in der schwäbisch-alemannischen Fasnacht, Narrenzunft Lindau.

## Werke (Auswahl)
- Seitenportale der Pfarrkirche Altach.
- Altarkreuz in der Bruder-Klaus-Kirche in Konstanz (erbaut 1955/56).[1]
- Kupferreliefs an den drei neugotischen Türen der Pfarrkirche in Oberstdorf (1972/74).[2]
- Altar in der Kapelle St. Agatha und Sebastian in Balzhofen (1941, umgestaltet 1979).[3]
- Marien-Statue in der Pfarrkirche Maria Hilfe der Christen in Kressbronn (erbaut 1937).[4]
- Skulptur Der Sitzende, ausgestellt 2024/25  in der Pop-up-Kunstgalerie Kulturfräulein e.V. in Kempten.[5]